# Aglaophon
Aglaophon (en grec ancien : Ἀγλαοφῶν) est un peintre grec du début du Ve siècle av. J.-C.

## Biographie
Né à Thasos, il est cité par Quintilien qui le présente, avec son fils Polygnote, comme un des inventeurs de la peinture.
Un arrière petit-fils portant le même nom Aglaophon, petit-fils de Polygnote, contemporain de Alcibiade, l'a représenté couronné aux jeux olympiques et aux jeux pythiques. Une autre de ses peintures représentait le même Alcibiade, la tête posée sur les genoux d'un génie qui personnifiait les jeux néméens.